# Dan Pickett
Dan Pickett, eigentlich James Founty (* 31. August 1907 in Pike County, Alabama; † 16. August 1967 in Boaz, Alabama), war ein US-amerikanischer Blues-Sänger und -Gitarrist.
Er nahm im Jahre 1949 insgesamt 20 Songs für das Plattenlabel Gotham in Philadelphia auf, von denen zehn im gleichen Jahr auf insgesamt fünf 78 rpm Schellackplatten von diesem Label herausgebracht wurden. Während des Blues-Revival der 1960er Jahre wurden zunächst einzelne seiner Songs auf Langspielplatten-Samplern wiederveröffentlicht, im Jahr 1987 erschien dann die erste LP nur mit Dan Pickett Titeln (Krazy Kat KK 811), die 1990 auch als CD herausgegeben wurde (Collectables VCL 5311). 2006 sind die 18 bislang aufgefundenen seiner Aufnahmen (2 sind bis heute nicht gefunden worden) vollständig auf einer CD-Box des Labels JSP (7753) wiederveröffentlicht worden.
Über sein Leben ist wenig mehr als seine Geburts- und Sterbedaten bekannt, sein musikalisches Vermächtnis jedoch ist von Bruce Bastin, dem Experten für die Bluesstile und -interpreten der Ostküste der USA („Piedmont Blues“), wie folgt beschrieben worden:
... Dan Pickett, a superlative performer in the style of the Southeast and high on my list of most exciting bluesmen ever.